# Ammoniumnitrat
Ammoniumnitrat (NH4NO3) är ett salt av ammonium- och nitrat-joner.

## Egenskaper
Ammoniumnitrat är ett oxidationsmedel som bildar explosiva blandningar med brännbara material (till exempel alkoholer och oljor).
Ämnet är vattenlösligt, men hydreringen är endoterm, vilket gör att lösningen kyls ner kraftigt.
Ammoniumnitrat som upphettas till över 200 °C sönderfaller till lustgas (N2O) och vattenånga. Sönderfallet är exotermt och kan starta en kedjereaktion.
{\displaystyle {\rm {NH_{4}NO_{3}\ {\xrightarrow {heat}}\ N_{2}O+2\ H_{2}O}}}

## Framställning
Kommersiellt tillverkad ammoniumnitrat framställs genom att leda ammoniak-gas (NH3) genom koncentrerad salpetersyra (HNO3).
{\displaystyle {\rm {NH_{3}+HNO_{3}\rightarrow NH_{4}NO_{3}}}}
Reaktionen är häftig och exoterm och kräver mycket kylning.
När lösningen har stabiliserat sig kokas överflödigt vatten bort och ammoniumnitratet formas till granulat eller pellets som sedan torkas ytterligare och förses med en skyddande hinna.
År 2022 tillverkades 48 miljoner ton ammoniumnitrat.

## Användning
Ammoniumnitrat blandat med dieselolja kallas ANFO och är ett billigt, stabilt och välanvänt sprängämne. Blandningen kan fås att detonera med en mekanisk chock (tryckvåg). I normala fall räcker det inte med en sprängkapsel, utan en primer bestående av exempelvis pentyl, dynamit eller annat sprängkapselkänsligt sprängämne måste användas. Ammoniumnitrat används också i sprängämnena amatol och minol för att dryga ut trotyl utan att förlora sprängkraft.
På grund av den endoterma reaktionen med vatten används ammoniumnitrat bland annat i kylpåsar för engångsbruk.
Ammoniumnitrat används också som konstgödsel.